# تششمة كبود (مقاطعة دلفان)
تششمة كبود (بالفارسية: چشمه کبود) هي قرية تقع في قسم ايتيوند الشمالي الريفي (مقاطعة دلفان) في إيران. يقدر عدد سكانها بـ 251 نسمة .